# Паљевине (Иванска)
Паљевине су насељено место у саставу општине Иванска у Бјеловарско-билогорској жупанији, Република Хрватска.

## Историја
До територијалне реорганизације у Хрватској налазиле су се у саставу старе општине Чазма.

## Становништво
На попису становништва 2011. године, Паљевине су имале 240 становника.

## Попис1991.
На попису становништва 1991. године, насељено место Паљевине је имало 295 становника, следећег националног састава:
| Попис 1991.‍  | Попис 1991.‍  | Попис 1991.‍ | Попис 1991.‍ | Попис 1991.‍ |
| ------------ | ------------ | ----------- | ----------- | ----------- |
|              |              |             |             |             |
| Хрвати       | Хрвати       |             | 201         | 68,13%      |
| Срби         | Срби         |             | 61          | 20,67%      |
| Југословени  | Југословени  |             | 16          | 5,42%       |
| Роми         | Роми         |             | 11          | 3,72%       |
| неопредељени | неопредељени |             | 6           | 2,03%       |
| укупно: 295  |              |             |             |             |